# Billboardlistans förstaplaceringar 1973
Billboardlistans förstaplaceringar 1973

## Lista
| Datum        | Låt                                          | Artist                      |
| 6 januari    | "You're So Vain"                             | Carly Simon                 |
| 13 januari   | "You're So Vain"                             | Carly Simon                 |
| 20 januari   | "You're So Vain"                             | Carly Simon                 |
| 27 januari   | "Superstition"                               | Stevie Wonder               |
| 3 februari   | "Crocodile Rock"                             | Elton John                  |
| 10 februari  | "Crocodile Rock"                             | Elton John                  |
| 17 februari  | "Crocodile Rock"                             | Elton John                  |
| 24 februari  | "Killing Me Softly with His Song"            | Roberta Flack               |
| 3 mars       | "Killing Me Softly with His Song"            | Roberta Flack               |
| 10 mars      | "Killing Me Softly with His Song"            | Roberta Flack               |
| 17 mars      | "Killing Me Softly with His Song"            | Roberta Flack               |
| 24 mars      | "Love Train"                                 | The O'Jays                  |
| 31 mars      | "Killing Me Softly with His Song"            | Roberta Flack               |
| 7 april      | "The Night the Lights Went Out in Georgia"   | Vicki Lawrence              |
| 14 april     | "The Night the Lights Went Out in Georgia"   | Vicki Lawrence              |
| 21 april     | "Tie a Yellow Ribbon Round the Ole Oak Tree" | Dawn featuring Tony Orlando |
| 28 april     | "Tie a Yellow Ribbon Round the Ole Oak Tree" | Dawn featuring Tony Orlando |
| 5 maj        | "Tie a Yellow Ribbon Round the Ole Oak Tree" | Dawn featuring Tony Orlando |
| 12 maj       | "Tie a Yellow Ribbon Round the Ole Oak Tree" | Dawn featuring Tony Orlando |
| 19 maj       | "You Are the Sunshine of My Life"            | Stevie Wonder               |
| 26 maj       | "Frankenstein"                               | The Edgar Winter Group      |
| 2 juni       | "My Love"                                    | Paul McCartney and Wings    |
| 9 juni       | "My Love"                                    | Paul McCartney and Wings    |
| 16 juni      | "My Love"                                    | Paul McCartney and Wings    |
| 23 juni      | "My Love"                                    | Paul McCartney and Wings    |
| 30 juni      | "Give Me Love (Give Me Peace on Earth)"      | George Harrison             |
| 7 juli       | "Will It Go Round in Circles"                | Billy Preston               |
| 14 juli      | "Will It Go Round in Circles"                | Billy Preston               |
| 21 juli      | "Bad, Bad Leroy Brown"                       | Jim Croce                   |
| 28 juli      | "Bad, Bad Leroy Brown"                       | Jim Croce                   |
| 4 augusti    | "The Morning After"                          | Maureen McGovern            |
| 11 augusti   | "The Morning After"                          | Maureen McGovern            |
| 18 augusti   | "Touch Me in the Morning"                    | Diana Ross                  |
| 25 augusti   | "Brother Louie"                              | Stories                     |
| 1 september  | "Brother Louie"                              | Stories                     |
| 8 september  | "Let's Get It On"                            | Marvin Gaye                 |
| 15 september | "Delta Dawn"                                 | Helen Reddy                 |
| 22 september | "Let's Get It On"                            | Marvin Gaye                 |
| 29 september | "We're an American Band"                     | Grand Funk                  |
| 6 oktober    | "Half-Breed"                                 | Cher                        |
| 13 oktober   | "Half-Breed"                                 | Cher                        |
| 20 oktober   | "Angie"                                      | The Rolling Stones          |
| 27 oktober   | "Midnight Train to Georgia"                  | Gladys Knight & the Pips    |
| 3 november   | "Midnight Train to Georgia"                  | Gladys Knight & the Pips    |
| 10 november  | "Keep on Truckin' (Part 1)"                  | Eddie Kendricks             |
| 17 november  | "Keep on Truckin' (Part 1)"                  | Eddie Kendricks             |
| 24 november  | "Photograph"                                 | Ringo Starr                 |
| 1 december   | "Top of the World"                           | The Carpenters              |
| 8 december   | "Top of the World"                           | The Carpenters              |
| 15 december  | "The Most Beautiful Girl"                    | Charlie Rich                |
| 22 december  | "The Most Beautiful Girl"                    | Charlie Rich                |
| 29 december  | "Time in a Bottle"                           | Jim Croce                   |